# مستشفى الرازي (الكويت)
مستشفى الرازي هو مستشفى تخصصي في مجال جراحة العظام، يقع في منطقة الصباح الطبية التخصصية في الكويت، تم افتتاح المستشفى عام 1984، وهو يحوي خمس أجنحة خاصة للرجال، وجناحين للنساء وكذلك جناحين للأطفال وجناحا واحدا للطوارئ.

## أقسامه
- قسم المختبر
- قسم العلاج الطبيعي
- قسم الصيدلة
- قسم السجلات الطبية والإحصاء
- قسم الحوادث

وهذا المستشفى مسمى على أبا بكر الرازي تقديرا له في ماقدمه في الحياة الطبية

## وصلات خارجية
- صفحة مستشفى الرازي في موقع منطقة الصباح الطبية التخصصية